# Муса Траоре
Муса Траоре (Moussa Traoré; 25. септембар 1936 — Бамако, 15. септембар 2020) био је војни официр и председник Малија од 1968. до 1991. године.

## Биографија
Рођен је 1936. године у месту Кајес. Образовао се у војним школама, дошавши до чина поручника. Био је војни инструктор у Танзанији, пре стицања независности те земље.
Срушио је председника Модибоа Кејту у војном удару 1968. године и послао га у затвор. После тога је забранио деловање политичких странака и сваки други облик политичког живота. Његови шпијуни су надзирали академике и учитеље, којима се није свиђала војна власт. Касније је основао странку и два удружења за жене и омладину, а чланство је било обвезно.
Велика суша 1973. и 1974. погидила становништво Малија. Међутим, међународна новчана помоћ је углавном присвојена од стране разних државних функционера.
Бивши председник Кејта умро је 1977. године у затвору под сумњивим околностима. Његова сахрана била је јако посећена, а власт је одговорила агресијом и извршила масовна хапшења. Стање у држави се стабилизовало до почетка 1980-их и почело се с увођењем неких реформи у корист либерализације тржишта.
Муса Траоре био је председник Организације афричког једниства од маја 1988. до јула 1989. године.
Године 1990, широм Малија су избиле демонстрације народа, па је Траоре био присиљен да допусти више слободе штампе и на тржишту. Дана 22. марта 1991. године, избили су велики протести у главном граду Бамаку, на којима је побијено око 300 демонстраната. Четири дана касније, с власти га је срушио генерал Амаду Тумани Туре.
Он и жена су 1993. осуђени на смрт због политичких злочина, а 1999. због економских злочина. Председник Алфа Умар Конаре преиначио им је казну у доживотни затвор, а онда 2002. године их је помиловао, због националног помирења.